# Pròxim Orient antic

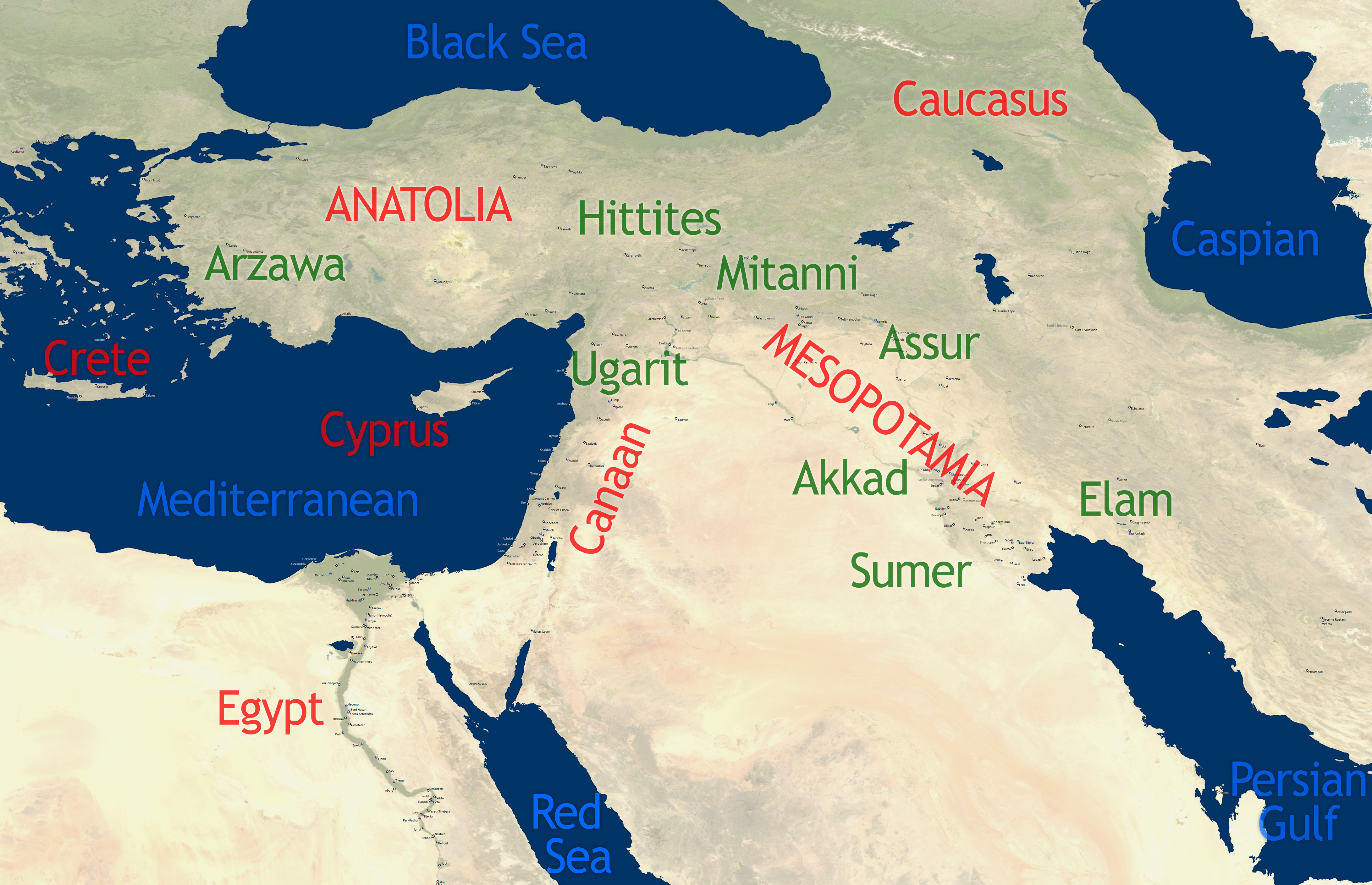
Mapa de l'Antic Orient Pròxim amb les principals civilitzacions que hi van aparèixer

Expansió aproximada de l'Imperi Neobabilònic durant el regnat de Nabonid (556-539 aC).

El Pròxim Orient antic o antic Orient és la regió geogràfica de tota l'Àsia occidental i el nord-est d'Àfrica on van sorgir les civilitzacions anteriors al món grecoromà, i que actualment es denomina Pròxim Orient o Orient Mitjà.
Per a la mateixa regió, Vere Gordon Childe va inventar la denominació Creixent Fèrtil, definint-la com la zona on va sorgir de primer la revolució neolítica (mil·lenni VIII aC) i posteriorment la revolució urbana (mil·lenni IV aC). Són els actuals països d'Iraq, una part de l'Iran, una part de Turquia, Síria, Líban, Israel, els Territoris palestins, Jordània, Aràbia i Egipte. Cronològicament, s'entén com un període que va del començament de les civilitzacions històriques, entorn del IV mil·lenni aC (en aquesta zona, l'aparició de l'escriptura, les ciutats i els temples és simultània a l'edat del bronze), fins a l'expansió de l'imperi Aquemènida, al segle VI aC.

## Ús del terme

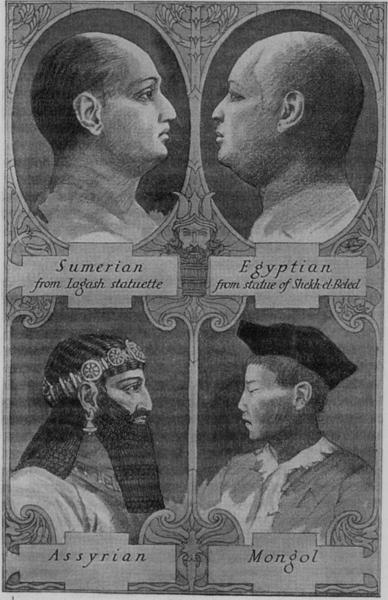
Diferents tipus racials de la zona

El terme és àmpliament utilitzat pels especialistes en arqueologia, història antiga, art antic i egiptologia, i sol usar-se acompanyat d'altres termes geogràfics que divideixen la regió:
- Mesopotàmia: inclou l'actual Iraq. Es divideix en Baixa Mesopotàmia o Caldea (Sumèria i Babilònia) i Alta Mesopotàmia o Assíria.
- Pèrsia i Mèdia: actual Iran, amb límits difusos amb el Caucas, l'Àsia central i l'Índia.
- Llevant: inclou els actuals Israel i els Territoris Palestins —denominats conjuntament com a Canaan o Palestina—, el Líban —denominat Fenícia— i parts de Síria (la façana marítima i la zona de Damasc) i Jordània (vall del Jordà), en ambdós casos excloent-hi la zona desèrtica que comunica amb Mesopotàmia i Aràbia.
- Aràbia preislàmica: inclou la península aràbiga, amb Aràbia Saudita, el Iemen i els emirats del golf Pèrsic (Oman, Bahrain, Emirats Àrabs Units, Qatar i Kuwait), amb límits difusos a la zona desèrtica de l'actual Jordània i Síria (antics regnes dels Nabateus, Palmira, i Petra).
- Anatòlia o Àsia Menor: la part asiàtica de l'actual Turquia (antics regnes hitites, frigis i lidis). La costa anatòlica de la mar Egea s'anomena Jònia i pertany a l'àmbit de la civilització grega. La zona europea de Turquia corresponia als antics tracis.
- Antic Egipte, identificat amb el Delta i la vall del Nil a partir d'Assuan (aigües amunt s'anomena Núbia, àmplia regió actualment compartida amb Sudan). L'Antic Egipte es dividia en Baix Egipte (delta del Nil) i Alt Egipte (vall del Nil).

Hi ha acadèmics que tendeixen a excloure Egipte de l'àrea com una entitat diferenciada, però les intenses relacions polítiques, econòmiques i culturals mantingudes amb tota l'àrea a partir del II mil·lenni aC fan que aquesta segregació sigui poc habitual.

## Cronologia
La cronologia de l'Antic Orient es fonamenta en inscripcions, textos amb llistes de reis —les quals només s'han conservat parcialment— i datacions, mitjançant carboni-14, de restes orgàniques.

### Anterior al V mil·lenni aC
- Nabta Playa
- Sialk

### V mil·lenni aC

Mapa polític de l'Orient Mitjà al primer període cobert per les Cartes d'Amarna, primera meitat del

La situació geopolítica a l'Orient Mitjà cap al 1200 aC, al final de l'Edat del Bronze Final.

Mapa de l'antic Orient Mitjà que mostra la ciutat estat Assur dins del territori dels Mitanni en la seva màxima extensió. Nucli de Mitanni (porpra fosc) i l'extensió màxima aproximada del domini de Mitanni (porpra clar) c. 1430 aC

- Cultura Merimde
- Cultura Badariana

### IV mil·lenni aC
- Cultura Naqada
- Lagash
- Sumèria: Ur, Uruk, Kix
- Susa
- Civilització protoelamita

### III mil·lenni aC
- Regne Antic d'Egipte
- Imperi elamita
- Accad: Isin, Babilònia, Larsa
- Mari
- Amorrites
- Troia (nivells de I a V).

### II mil·lenni aC
- Regne Mitjà d'Egipte
- Imperi Nou d'Egipte
- Babilònia
- Assíria
- Yamkhad
- Hitites
- Mitani
- Ishuwa
- Kizzuwatna
- Mari
- Hurrites
- Luvita
- Llevant: Ugarit, Kadesh, Megido, Regne d'Israel, Arzawa, Lukka, Troia (nivells de VI a VII).